# Jean Buridan
Jean Buridán (Béthune, Francia, c. 1300-c. 1358), en latín Joannes Buridanus, fue un filósofo escolástico francés y uno de los inspiradores del escepticismo religioso en Europa.
Destacó en los estudios de lógica y en los comentarios a Aristóteles. Fue defensor del principio de causalidad. Como autor de trabajos teóricos en óptica y mecánica, formuló una noción de inercia intentando explicar el movimiento con la teoría del ímpetu. Su nombre está frecuentemente asociado al experimento mental conocido como el «asno de Buridán».

## Biografía
Nacido probablemente en la villa francesa de Béthune (en Paso de Calais), estudió en la Universidad de París bajo la férula del filósofo escolástico Guillermo de Ockham. Enseñó filosofía en esa universidad y en 1317 llegó a ser rector.
Contrariamente a la currícula ordinaria de una carrera religiosa secular de la época, eligió estudiar artes, es decir, filosofía, que constaba del estudio del trivium y el quadrivium, en vez de teología. Mantiene también su independencia permaneciendo como clérigo secular. A partir de 1340 se opuso a su mentor, Guillermo de Ockham. Este acto se ha interpretado como un momento clave en el surgimiento del escepticismo religioso.
Perseguido por los realistas, Buridán se retiró en Alemania, donde fundó una escuela. Más tarde enseñó en Viena. Buridán discutió la cuestión del libre arbitrio y de la debilidad de la voluntad en sus comentarios sobre la Ética de Aristóteles.
Una campaña póstuma de los ockhanistas consigue colocar los escritos de Buridán sobre el Index librorum prohibitorum de 1474 a 1481.
Numerosas historias apócrifas con respecto a sus aventuras amorosas ponen de manifiesto que Buridán tenía la reputación de ser una figura brillante y misteriosa en París.

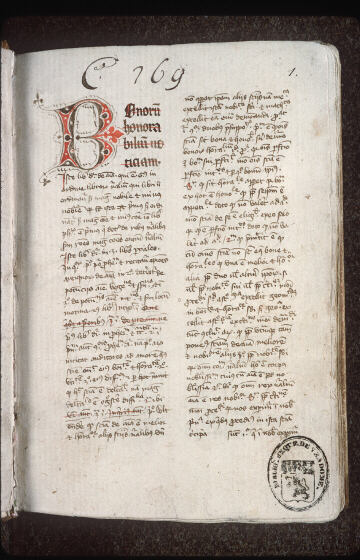
Expositio et quaestiones in Aristotelis De anima de Jean Buridan (hacia 1362).

## Pensamiento
Como filósofo, Buridán adopta una posición nominalista, pero no parte de un lenguaje humano idealizado, lo que marca una diferencia importante entre su pensamiento y el de su maestro Guillermo de Ockham, con quien se le compara a menudo. Aunque ambos adopten la visión según la cual los enunciados, sean hablados, escritos o pensados, son los portadores de la verdad y de la falsedad, Ockham, sin embargo, tiende a ver las proposiciones o enunciados pensados como expresando conceptos únicos, canónicos. Por el contrario, Buridán nunca privilegia un discurso conceptual externo a los agentes que lo expresan. Él sostiene, por el contrario, que el significado de las expresiones habladas y escritas se relaciona con conceptos cognitivos o psicológicos del locutor.
Pero su contribución más importante es la introducción del concepto de ímpetu o movimiento inercial (momento), que le hace precursor directo, en este punto fundamental, de Copérnico, Galileo y Newton. El ímpetu, proporcional a la masa y a la velocidad impartida por el agente del movimiento, mantiene al móvil en su estado de movimiento sin necesidad de acciones ulteriores.
Fue precursor también de la teoría de la formación de las imágenes ópticas y de la cinemática o ciencia del movimiento.

## Paradojas

### El asno de Buridán
La paradoja conocida como del «asno de Buridán» no fue creada por Buridán. Aristóteles ya se preguntaba cómo un perro que debe elegir entre dos comidas tan apetitosas una como la otra puede elegir entre ellas. Buridán no discute el problema particular pero aboga por un determinismo moral donde un humano que hace frente a comportamientos posibles debe siempre elegir el bien más grande. Buridán considera que la voluntad puede retrasar la elección para determinar más completamente los resultados posibles de la opción. Presentadores posteriores satirizaron esta idea con la metáfora de un asno sediento y muerto de hambre, colocado a igual distancia entre un cubo de agua y un cubo de avena. El asno muere de hambre y de sed pues vacila entre los dos deseos.